# Aleksander Jan Jabłonowski
Aleksander Jan Jabłonowski herbu Prus III (ur. ok. 1672, zm. 28 lipca 1723 w Busku) – chorąży wielki koronny w latach 1693–1723, starosta dźwinogródzki w 1697 roku, starosta korsuński w 1687 roku, starosta buski.

## Rodzina
Był drugim synem hetmana wielkiego koronnego Stanisława Jana Jabłonowskiego (1634–1702) i Marianny z Kazanowskich (ur. 27 marca 1643) oraz ojcem Józefa Aleksandra Jabłonowskiego, wojewody nowogródzkiego.

## Życiorys
Wraz z bratem Janem Stanisławem odebrał wykształcenie w szkołach jezuickich we Lwowie i Pradze, uzupełnione potem w podróżach zagranicznych. W 1685 zatrzymał się na dłużej w Paryżu, gdzie zetknął się z nauką astronomii. W 1686 obaj bracia ogłosili swoją dysertację naukową Theses mathematicae ex variis tractatibus propugnabuntur.
W 1695 roku walczył pod Lwowem z Tatarami, w 1697 roku wyprawiony przez ojca przeciwko zagonowi tatarskiemu. Był elektorem Augusta II Mocnego z województwa bełskiego w 1697 roku, jako deputat ziemi buskiej województwa bełskiego podpisał jego pacta conventa. Poseł na sejm elekcyjny 1697 roku z województwa bełskiego. Poseł na sejm 1703 roku z ziemi lwowskiej. Pięciokrotnie zmieniał orientację polityczną w czasie III wojny północnej, odstępując kolejno Augusta II i Stanisława Leszczyńskiego.
Przystąpił do konfederacji tarnogrodzkiej i z jej ramienia został w 1716 sędzią fiskalnym województwa ruskiego. Był posłem ziemi halickiej na sejm 1720 roku. Posłował jeszcze w 1722 roku.